# Lowrider (groupe)
Pour les articles homonymes, voir Lowrider (homonymie).
Lowrider est un groupe suédois de stoner rock, fondé dans les années 1990 par le bassiste/chanteur Peder Bergstrand et le guitariste/chanteur Ola Hellquist, par la suite accompagnés du guitariste Niclas Stalfors et du batteur Andreas Eriksson.

## Historique
En 1999, Lowrider sort le split CD Nebula/Lowrider, avec le groupe de stoner rock psychédélique Nebula (créé par les ex-membres de Fu Manchu, Eddie Glass et Ruben Romano). Ce CD sort pour le début de la tournée européenne de Lowrider, en 2000, durant laquelle ils font 14 concerts dans huit pays différents, partageant l’affiche avec Dozer et, une fois, avec Spiritual Beggars. Leur premier album Ode to Io, sort la même année et crée une controverse vis-à-vis de leurs influences musicales. Les médias sont divisés, certains faisant leurs louanges ("Sweden's answer to all that is rocky, funky, gritty and downright rock n' roll.", Critical Metal), d’autres les rejetant, comme le très influent magazine Kerrang!, leur attribuant le « Prix du plus convaincant clone de Kyuss ».
Bien qu’il soit annoncé en 2003 que Lowrider est en train d’enregistrer un nouvel album, peu de nouvelles semblent abonder en ce sens. Lors d’une interview accordée par Peder Bergstrand au site Stonerrock, les perspectives d’un nouvel album s’amenuisent encore : manque d’intérêt, manque de contact entre les membres.
Le 22 juin 2014, Lowrider participe au Hellfest à Clisson (Loire Atlantique, France).
En janvier 2015, Lowrider communique sur internet (facebook) à ses fans une photographie légendant "What I'm doing? Oh not much. Just going to Ola's to work on our first album in FIFTEEN YEARS"  ("Qu'est-ce que je fais? oh rien de spécial. Je vais juste chez Ola [Hellquist] pour travailler à notre premier album en QUINZE ANS"). L'album est en cours.
Le 30 janvier 2020, le label Blues Funeral Recordings met en ligne un titre inédit "Red River". Le 23 février suivant, l'album Refractions parait. 
Jeudi 23 juin 2022, le groupe participe de nouveau au Hellfest. 

## Discographie
- Nebula/Lowrider (split CD) (1999)
- Ode to Io (2000, Meteor City)
- Refractions (2019, Blues Funeral Recordings)